# Det finns ett härligt namn
Det finns ett härligt namn är en psalm med text skriven 1967 av Lennart Thanner och musik skriven 1967 av Göran Stenlund.

## Publicerad i
- Segertoner 1988 som nr 348 under rubriken "Fader, son och ande - Jesus, vår Herre och broder".[1]